# ملعب كوستاريكا الوطني
ملعب كوستاريكا الوطني (بالإسبانية: Estadio Nacional de Costa Rica)‏، هو ملعب متعدد الاستخدامات يقع في عاصمة كوستاريكا سان خوسيه، تم افتتاحه سنة 2011، سعة الملعب 35,175 مقعداً، يعتبر الملعب الرسمي لـمنتخب كوستاريكا، استضاف المباراة الافتتاحية ومباراة النهائي ضمن بطولة كأس العالم للسيدات تحت 17 سنة التي استضافتها كوستاريكا سنة 2014.